# Claude Deruet
Claude Deruet (Nancy, 1588 – ídem, 1660) va ser un pintor francès. Va treballar a la cort del Duc de Lorena. D'estil manierista, s'han conservat poques obres seves, destacant les sèries al·legòriques Els quatre elements (Museu de Belles Arts d'Orleans). En el seu taller va treballar Claude Lorrain (1925-1927), amb qui va decorar una església de Nancy.